# Guillem Nicolau
Guillem Nicolau fou un traductor del s. XIV, al servei del rei Pere el Cerimoniós. Va ser rector de Maella. És el probable autor de la versió llatina conservada de les Cròniques dels reis d'Aragó e comtes de Barcelona, acabada vers el 1372. Cap al 1390 feu també una traducció al català de les Heroides d'Ovidi (una part de la qual fou publicada el 1875 a "La Renaixença").